# Expedição 65
Expedição 65 foi uma expedição de longa duração para a Estação Espacial Internacional. A missão começou no dia 17 de abril de 2021 com a partida da Soyuz MS-17, e foi comandada pela astronauta Shannon Walker, que em novembro de 2020 foi lançada na SpaceX Crew-1 junto dos astronautas Michael Hopkins e Victor Glover, como também o astronauta da JAXA Soichi Noguchi. Eles se reuniram com a tripulação da Soyuz MS-18, que é composta por Oleg Novitskiy e Pyotr Dubrov, como também Mark Vande Hei. A expedição acabou com a desacoplagem da Soyuz MS-18.

## Tripulação
| Posição              | (Primeira parte) 17–24 de abril de 2021 | (Segunda parte) 24 de abril – 2 de maio de 2021 | (Terceira parte) 2 de maio – 4 de outubro de 2021 | (Quarta parte) 4-5 de outubro de 2021 | (Quinta parte) 5-17 de outubro de 2021 |
| -------------------- | --------------------------------------- | ----------------------------------------------- | ------------------------------------------------- | ------------------------------------- | -------------------------------------- |
| Comandante           | Shannon Walker                          | Shannon Walker                                  | Akihiko Hoshide                                   | Thomas Pesquet                        | Thomas Pesquet                         |
| Engenheiro de voo 1  | Michael Hopkins                         | Michael Hopkins                                 | Robert Kimbrough                                  | Robert Kimbrough                      | Robert Kimbrough                       |
| Engenheiro de voo 2  | Victor J. Glover                        | Victor J. Glover                                | Megan McArthur                                    | Megan McArthur                        | Megan McArthur                         |
| Engenheiro de voo 3  | Soichi Noguchi                          | Soichi Noguchi                                  | Thomas Pesquet                                    | Akihiko Hoshide                       | Akihiko Hoshide                        |
| Engenheiro de voo 4  | Oleg Novitskiy                          | Oleg Novitskiy                                  | Oleg Novitskiy                                    | Oleg Novitskiy                        | Oleg Novitskiy                         |
| Engenheiro de voo 5  | Pyotr Dubrov                            | Pyotr Dubrov                                    | Pyotr Dubrov                                      | Pyotr Dubrov                          | Pyotr Dubrov                           |
| Engenheiro de voo 6  | Mark Vande Hei                          | Mark Vande Hei                                  | Mark Vande Hei                                    | Mark Vande Hei                        | Mark Vande Hei                         |
| Engenheiro de voo 7  |                                         | Robert Kimbrough                                |                                                   |                                       | Anton Shkaplerov                       |
| Engenheira de voo 8  |                                         | Megan McArthur                                  |                                                   |                                       |                                        |
| Engenheiro de voo 9  |                                         | Akihiko Hoshide                                 |                                                   |                                       |                                        |
| Engenheiro de voo 10 |                                         | Thomas Pesquet                                  |                                                   |                                       |                                        |